# 乐斯福
乐斯福（法語：Lesaffre）是一家法国酵母和发酵类产品生产商，也是世界上最大生产商。
截至2014年，公司年营业额为15亿欧元，拥有7,700名员工，在约40个国家或地区拥有80家子公司。2021年，乐斯福在FoodTalks全球食用益生菌原料企业榜单中位列第8。

## 历史
1853年由路易·乐斯福创建。1980年代进入中国市场。2004年和美国农业公司阿奇尔丹尼斯米德兰成立合资公司红星酵母。